# Балакирев, Алексей Фёдорович
Алексе́й Фёдорович Бала́кирев (26 марта 1898 г., Козлов — 27 мая 1938 г., Хабаровск) — советский военный деятель, комдив, жертва сталинских репрессий.

## Биография
Родился в г. Козлов Тамбовской губернии в семье рабочего-железнодорожника. В 1916 г. окончил Козловскую гимназию.
В апреле 1916 г. поступил на военную службу в качестве вольноопределяющегося. Служил в 64-м пехотном полку, участник Первой мировой войны.
После демобилизации из императорской армии возвратился в Козлов, где проводил агитацию в частях местного гарнизона. С 1917 года — член РСДРП. Около года работал учителем в селе Епанчино Козловского уезда, избирался членом волостного Совета.
В мае 1918 г. добровольцем вступил в Красную армию. В ноябре 1918 г. окончил 1-е Тверские кавалерийские курсы и оставлен там командиром взвода.
В ходе Гражданской войны занимал должности командира взвода 2-го Петроградского конного полка, командира взвода 3-го отдельного кавалерийского дивизиона, врио командира эскадрона того же дивизиона.
С октября 1919 г. — слушатель младшего курса Академии Генерального штаба РККА, где учился с перерывами для поездок на фронт боевых действий по август 1923 г.
В 1921 г. два месяца исполнял обязанности начальника штаба отдельной стрелковой бригады и 3-го боевого участка при подавлении восстания крестьян в Тамбовской губернии.
После Гражданской войны занимал различные должности в войсках и Штабе РККА. После окончания в 1923 г. Военной академии РККА в течение года стажировался в войсках в должности командира эскадрона.
С июня 1924 г. — помощник начальника 4-й части отдела по командному составу Управления РККА. С декабря 1924 г. — начальник 5-й части того же отдела и управления. С сентября 1926 г. — начальник 4-го отдела Командного управления Главного управления РККА.
С апреля 1927 г. по август 1928 г. — командир 1-го полка Московской Пролетарской стрелковой дивизии.
С августа 1928 г. — начальник 1-го отдела 2-го управления Штаба РККА. С октября 1930 г. — помощник начальника того же управления Штаба РККА. С февраля 1931 г. — начальник Организационного управления Штаба РККА.
С ноября 1931 г. — командир и военком 4-й стрелковой дивизии. Затем командовал 94-й стрелковой дивизией.
В конце 1934 г. назначен начальником штаба Приморской группы войск ОКДВА.

## Расстрел, реабилитация
11 июня 1937 г. арестован. Показания против Балакирева под пытками дал арестованный ранее комкор Лапин, помощник командующего ОКДВА по авиации.
27 мая 1938 г. приговорён Военной коллегией Верховного суда СССР к расстрелу по обвинению в участии в военном заговоре. Приговор приведен в исполнение в тот же день.
Определением Военной коллегии от 14 марта 1956 г. реабилитирован.

## Семья
Был женат, имел сына.